# Rosario Barroso Moguel
Rosario Barroso Moguel (* 5. Oktober 1921 in Zimatlán, Oaxaca, Mexiko; † 21. Januar 2006 ebenda) war eine mexikanische Medizinerin und Hochschullehrerin. Sie war die erste Mexikanerin, die in die Nationalen Akademie für Medizin von Mexiko aufgenommen wurde. Sie war Vizepräsidentin und Präsidentin der mexikanischen Niederlassung der International Academy of Pathology und leitete außerdem das Labor für Zelluläre Neuromorphologie am Nationalen Institut für Neurologie und Neurochirurgie. Sie war Professorin an der Nationale Autonome Universität von Mexiko (UNAM) und am Nationalen Polytechnischen Institut und gründete 1945 die Abteilung für Pathologische Anatomie am Krankenhaus für Ernährungskrankheiten.

## Leben und Werk
Moguel war das zweitjüngste Kind einer Familie mit 14 Kindern, von denen nur acht das Erwachsenenalter erreichten.  Ihre Familie zog nach Mexiko-Stadt, wo sie ihre gesamte voruniversitäre Ausbildung abschloss. Sie studierte dann ab 1939 gegen den Willen ihres Vaters  Medizin an der Nationalen Medizinischen Fakultät, der heutigen Nationalen Autonomen Universität (UNAM). Ohne familiäre Unterstützung arbeitete sie in Laboren, um ihr Medizinstudium zu finanzieren. 1945 schloss sie ihr Medizinstudium 1945 an der UNAM mit Auszeichnung ab. 1962 erhielt sie den Master in Medizinwissenschaften mit Schwerpunkt Pathologische Anatomie. Sie promovierte 1968 in Medizinwissenschaften mit Spezialgebiet Pathologische Anatomie an der UNAM mit der Dissertation: Tumores tiro-trópicos.
Von 1948 bis 1950 verbrachte sie mit einem Stipendium des Nationalen Instituts für Kardiologie (INC) einige Zeit in der Pathologieabteilung des Columbia Medical Center bei Purdy Scout, sowie in der Abteilung für Pathologie des Veterans Administration Hospital in New York,  in der Abteilung für Pathologie des Memorial Hospital of New York und am Armed Forces Institute of Pathology in Bethesda (Maryland).
Sie war von 1952 bis 1973 Vollzeitforscherin in der Abteilung für Pathologische Anatomie am Nationalen Institut für Kardiologie, von 1948 bis 1972 Assistenzprofessorin für Pathologische Anatomie in der Abteilung für Fortgeschrittene Studien der Medizinischen Fakultät der UNAM, von 1965 bis 1970 ordentliche Professorin für Histologie an der Medizinischen Fakultät der UNAM, von 1958 bis 1963 Mitglied des Technischen Rates der Medizinischen Fakultät der UNAM und von 1960 bis 1965 ordentliche Professorin im Pathologenkurs. 1962 wurde sie zur Professorin für pathologische Anatomie an der medizinischen Fakultät der UNAM ernannt. Sie war außerdem von 1965 bis 1970 ordentliche Professorin für normale Histologie und pathologische Anatomie am Nationalen Polytechnischen Institut und von 1965 bis 1968 ordentliche Professorin für allgemeine Histopathologie im Studiengang für Professoren der pathologischen Anatomie an der UNAM. Von 1964 bis 1967 war sie Vizepräsidentin und Präsidentin der mexikanischen Niederlassung der Internationalen Akademie für Pathologie und von 1983 bis 2005 Leiterin des Labors für zelluläre Neuromorphologie am Nationalen Institut für Neurologie und Neurochirurgie, von 1984 bis 2005 leitende Forscherin C im Gesundheitsministerium und von 1985 bis 2005 nationale Forscherin der Stufe III im Nationalen System der Forscher.
Sie war eine Pionierin bei der Anwendung von Kombinationstherapien zur Behandlung von Herz-Kreislauf-Erkrankungen und entwickelte Protokolle, die die Sterblichkeitsrate deutlich senkten. Sie leitete die Forschung zur Verwendung von Biomaterialien für die Knochenregeneration und erzielte dabei Durchbrüche, die die chirurgischen Verfahren in der Traumatologie und Orthopädie revolutionierten. Sie widmete einen Großteil ihrer Karriere der Erforschung von Infektionskrankheiten.

## Mitgliedschaften
Barroso war die erste Frau, die 1957 der Nationalen Akademie der Medizin von Mexiko beitrat  und war seit 1973 Vollmitglied. Sie war Mitglied mehrerer wissenschaftlichen Gesellschaften und war Gründerin dieser Gesellschaften, wie etwa: Mexikanische Vereinigung der Pathologen (1945), Lateinamerikanische Gesellschaft für Pathologische Anatomie (1955), Internationale Akademie für Pathologie, Mexikanischer Zweig (1961), deren Präsidentin sie von 1966 bis 1967 war, Mexikanischer Rat der Pathologen (1963), Panamerikanische Gesellschaft der Ärzte (1945) und Mexikanische Gesellschaft für Kardiologie. Sie war Mitglied der International Academy of Pathology (1960), der New York Academy of Science (1963), der INC Medical Society (1965), der Mexican Society of Anatomy (1966) und der Society of Neurology and Psychiatry (1983).
Sie veröffentlichte mehr als 200 Artikeln in internationalen und nationalen Fachzeitschriften, war Autorin von fünf Büchern und einem Dutzend Kapiteln anderer Bücher. Sie hielt weltweit zahllose Vorträge bei wissenschaftlichen Veranstaltungen. In Zusammenarbeit mit den Ärzten Isaac Costero, Charles M. Pomerat und Agustín Chévez produzierte sie 28 Filme über die Kultur von Binde-, Myokard- und Nervengewebe.

## Ehrungen
- 1988:  Frau des Jahres 1988, ernannt von der Woman of the Year Foundation[6][7]
- Das Nationale Institut für Neurologie und Neurochirurgie Manuel Velasco Suárez (INNN) in Mexiko gründete das Rosario Barroso Moguel Museum[8]
- Die Mexikanische Akademie der Wissenschaften nahm Barroso zusammen mit prominenten mexikanischen Wissenschaftlern in ihr Periodensystem der Wissenschaften auf[9]
- 13. Oktober 2023: Einweihung der Büste von Rosario Barroso (Werk der Künstlerin Carmen Parra) in der Nationalen Akademie für Medizin von Mexiko[10]